# Vilhelmina Gyldenstolpe
Vilhelmina Gyldenstolpe, född De Geer af Leufsta den 16 december 1779 i Stockholm, död 31 december 1858 i Stockholm, var en svensk grevinna och hovfunktionär. Gyldenstolpe var statsfru hos drottning Desideria 1823–29, och överhovmästarinna 1829–58.    

## Biografi
Vilhelmina Gyldenstolpe var dotter till kammarherren friherre Charles De Geer och grevinnan Eleonora Vilhelmina von Höpken samt syster till en av rikets herrar, Carl De Geer. Hon gifte sig den 8 maj 1798 med sin kusin, överstekammarjunkaren greve Carl Edvard Gyldenstolpe; denne ska tidigare ha varit hemligt förlovad med Lolotte Forsberg, påstådd dotter till hennes fars första hustru. Paret fick åtta barn.  

### Karriär
Vilhelmina Gyldenstolpe utsågs år 1823 till statsfru hos drottning Desideria inför dennas återkomst till Sverige. Under tiden mellan den förra drottningens död 1818 och Desiderias ankomst 1823 hade hovlivet nästan varit upplöst, och när det återskapades avskaffade Karl Johan en mängd gamla sedvänjor, så som publik spisning, sängledning, samt kyssandet av de kungliga kvinnornas kjolfåll vid hovpresentationer. Desideria fick dock en komplett hovstat, med alla poster tillsatta, som också var betydligt större än hennes svärdotters.  
Desideria tyckte om sällskapsliv, men vantrivdes svårt med hovetiketten, och hennes motvilja att underkasta sig den gjorde att hon hade svårigheter att sätta sig i respekt hos den svenska adeln, som gjorde narr av henne bakom hennes rygg på grund av detta. Dessa svårigheter dämpades under hennes släkting Marcelle Tascher de la Pageries tid som överhovmästarinna på grund av dennas succé inom sällskapslivet, men sedan Tascher efterträddes av Vilhelmina Gyldenstolpe tycks de ha blivit mer märkbara. Medan kungen lättade upp etiketten på många sätt, tycks Gyldenstolpe ha skött etiketten vid drottningens hovstat enligt strikta regler; vid en resa utfärdade hon instruktioner om att även om kungen planerade att hälsa på personer som annars inte hade hög rang nog att tas emot vid hovet, så kunde detta inte inträffa ifråga om drottningen. Desideria jämförde Gyldenstolpe till hennes nackdel med sin svärdotters hovmästarinna i ett brev till sin syster i mars 1831: 
”Du har säkert funnit grevinnan Piper mycket älskvärd och underhållande; hon är en överlägsen person [un phénix]. Joséphine hade tur, som ﬁck henne till hovdam, min är en riktig istapp!”
Desiderias bristande kontroll över hovdamerna vid denna tid påpekades åtminstone en gång av Karl Johan, som förebrådde henne för ett tillfälle då den bristande disciplinen hade lett till att två statsfruar "skrikit åt varandra som roddarmadamer" i ett gräl om placeringen i drottningens vagn vid en resa: ”Försök att förmå dina damer att icke förse allmänheten med upp-lysningar om deras tilltag och deras gräl såsom det hände den dag du lämnade Stockholm”.
Sedan Vilhelmina Gyldenstolpe tillträtt som överhovmästarinna började Desideria gradvis alltmer dra sig tillbaka från sällskapslivet, då hon inte fann nöje i umgänge om det måste utövas enligt etiketten. Till systern Julie skrev Desirée: 
”Vad hoven är trista, då man ej är uppfödd där. [...] De damer som uppvaktar mig är icke särdeles glada av sig, och jag tvingas att ge akt på mig själv både fysiskt och moraliskt. [...] jag kan aldrig blifva förtrogen med den stränga etiketten, som man måste iakttaga vid hofvet [...] Då man lever omgiven av ett hov och då man måste ge ut tryck åt sina känslor i form av artighetsfraser såsom hovet kräver, så betyder det, att så mycket svårigheter kommer med i spelet, att man hellre avstår".
Det sades om Desideria att ”mesta tiden tillbragte hon i sin egen våning, der hennes tankar, med saknad ﬂydde tillbaka till den tid, då hon omgifven af tillgifna  vänner, lefde i Frankrike fri från etikettens tvång”.
Vilhelmina Gyldenstolpe kvarstod som överhovmästarinna sedan Desideria år 1844 blev änkedrottning fram till att hon 1858 efterträddes av Louise von Stedingk. Den nye kungen Oscar I lät Desideria behålla en komplett hovstat och den gamla drottningvåningen på slottet samtidigt som han decimerade både sin egen och den nya drottningens hovstat till ett minimum.